# ワクコンサルティング
ワクコンサルティング株式会社は、神奈川県藤沢市に本社を構えるコンサルティング会社。製造業を中心とするクライアントに対してコンサルティング事業・研修事業を提供しており、2024年6月に株式会社アガルートの完全子会社となった。

## 概要
2003年1月設立。2024年6月21日、M&Aによって株式会社アガルートが全株式を取得し、完全子会社化された。代表取締役は株式会社アガルートの代表取締役である岩崎北斗。特定非営利活動法人 日本情報技術取引所（JIET）および一般社団法人ソフトウェア協会（SAJ）に加盟している。
| スタブアイコン | サブスタブ | この項目は、まだ閲覧者の調べものの参照としては役立たない、企業に関連した書きかけの項目です。この項目を加筆・訂正などしてくださる協力者を求めています（PJ:経済）。 |